# Alfonso Ferrada Gómez
Alfonso Gustavo Ferrada Gómez (Borriana, 1960) és un polític valencià, alcalde de Borriana (la Plana Baixa) entre 1995 i 2007 i senador territorial pel Partit Popular (PP) des del 2008.
Ferrada fou designat Senador per les Corts Valencianes en substitució d'Andrea Fabra el març de 2008 quan es trobava investigat pel cas de corrupció urbanística de Pedrera Port. Finalment el jutge de primera instància de Vila-real arxivà la causa per no trobar suficients indicis dels delictes pel qual estava acusat: prevaricació, contra l'ordenació del territori, contra els recursos naturals i el medi ambient, tràfic d'influències, negociacions i activitats prohibides, infidelitat en la custòdia de documents, malversació de cabals públics i suborn.
El 2011 tornà a ser designat Senador per les Corts Valencianes.